# Deryck Whibley
Deryck Jayson Whibley (Toronto, Ontario; 21 de marzo de 1980), conocido como Bizzy D, es un cantante y músico canadiense, sobresalido por ser el vocalista, guitarrista y pianista del grupo Sum 41. 
En 1996 conoció a Steve Jocz, batería del grupo. Ellos dos comenzaron la búsqueda de más miembros para formar una banda de música. Entre 1997 y 1999 encontraron a Dave "Brownsound" Baksh y  Cone McCaslin, quienes eran de bandas de música rivales.

## Biografía y carrera
Vivía con su madre, Michelle, quien se mudó de un lugar a otro durante la infancia de Deryck. Finalmente se quedaron en Ajax, Ontario, Canadá, en donde pasó su adolescencia. La primera banda de Deryck fue un trío de Hip Hop/Rapping Group, llamado Powerful Young Hustlers haciendo versiones de canciones Hip Hop. A los 15 años, después de formar Sum 41, conoció a Greg Nori, de la compañía Treble Charger, en Ontario. Ha mencionado que Metallica, F.E.A.R. Oasis, Elvis Costello y Treble Charger, son sus principales influencias en la música.
Al lado de Sum 41, Whibley ha desarrollado una carrera profesional en la industria de la música como productor y mánager. Deryck formó parte de Bunk Rock Music, una compañía de producción musical. En Bunk Rock él fue coproductor de algunas de los álbumes de la banda de Greig Nori, Treble Charger. En Treble Charger también cantó para el álbum Detox. Al final, Deryck dejó la compañía y vendió su parte a principios de 2005.

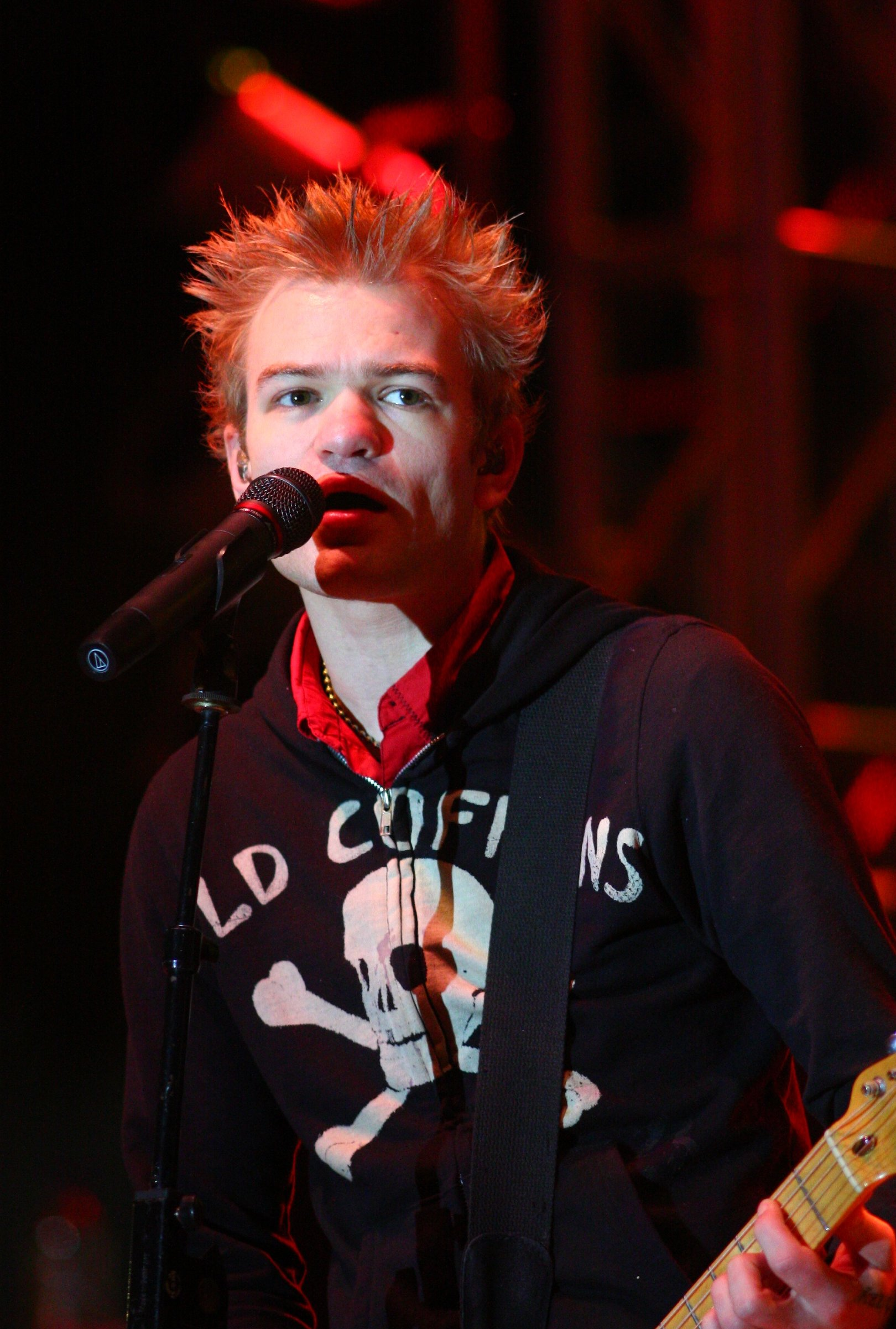
Whibley durante una presentación en 2008.

Durante la separación de Sum 41 en 2005 y 2006, trabajó con Tommy Lee como guitarrista y cantante para el álbum Tommyland: The Ride and A Million in Prizes: The Anthology, de Iggy Pop.
También trabajó como productor del primer álbum EP del proyecto de Cone McCaslin, llamado Operation M.D. También se ocupó de hacer las mezclas para el primer álbum de una nueva banda llamada Permanent Me. Ha trabajado en el álbum de Avril Lavigne The Best Damn Thing, en el que produjo algunas canciones, tocó la guitarra y el bajo, hizo coros y coescribió las letras para algunas de las canciones orientadas a la rock/punk-rock.
En 2017 fue una de las estrellas invitadas a tocar en el Linkin Park and Friends: Celebrate Life in Honor of Chester Bennington ,  por la muerte del cantante Chester Bennington. Frank Zummo baterista de Sum 41 le dijo a Mike Shinoda que Deryck Whibley sonaría asombroso al cantar la canción "The Catalyst", así que se le informó a Deryck 24 horas antes que estaría presente en el concierto, por lo que se aprendió la canción durante esas 24 horas mientras estaba en un vuelo rumbo al Hollywood Bowl. En el año 2018 durante el Reading Festival Sum 41 y Mike Shinoda volverían a encontrarse por lo que durante el final del concierto de Sum 41, Deryck invitaría a Mike al escenario para que tocaran la canción Faint y brindando unas palabras a Chester.
Aparte de su carrera musical, en ocasiones, ha trabajado como actor: Interpretó a Tony en la película Dirty Love y a sí mismo como huésped en King of the Hill
En marzo de 2011 participó junto a varios artistas canadienses en la canción Wavin' Flag destinada a ayudar a Haití tras el terremoto.

## Vida personal

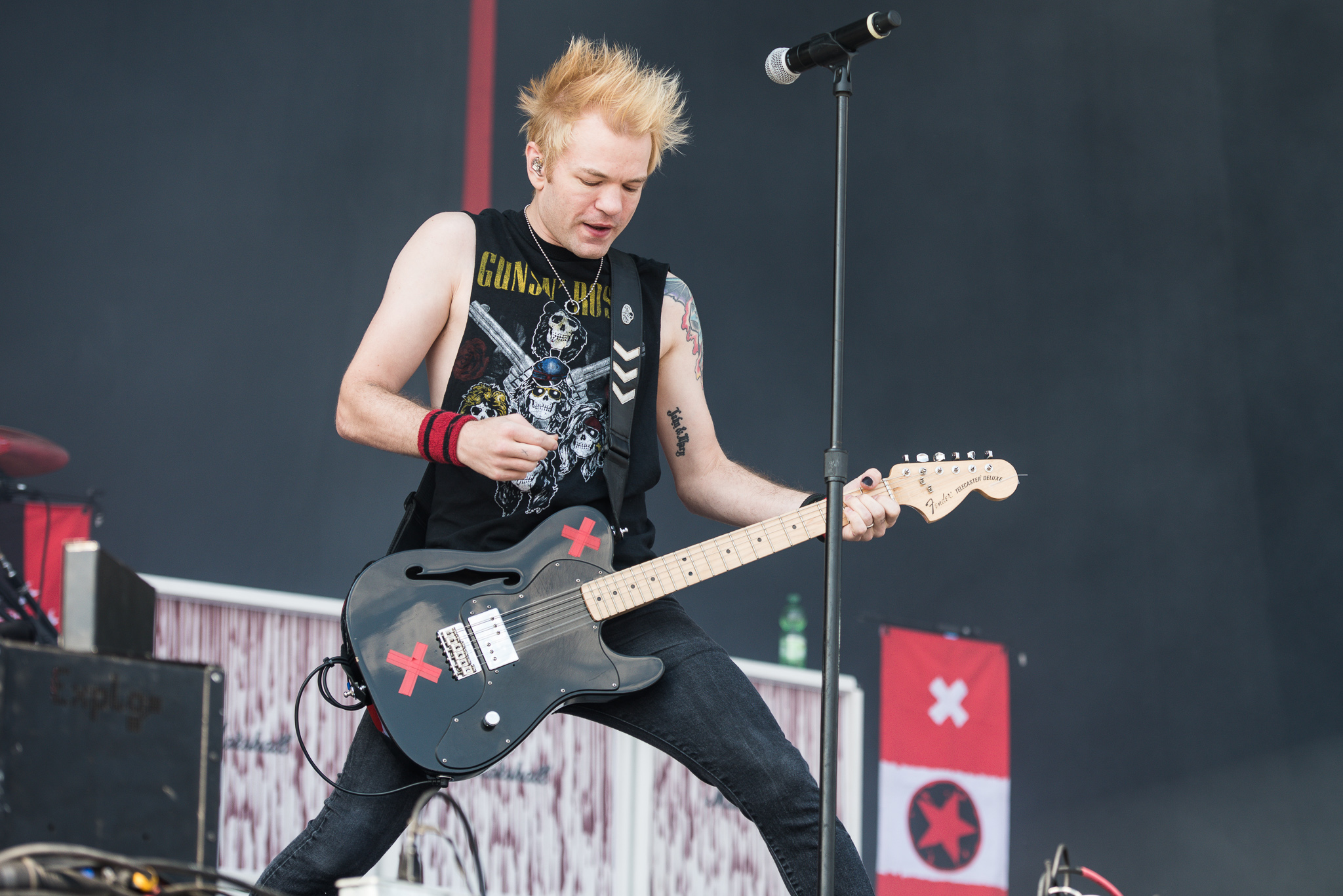
Deryck en 2017.

En 2002 mantuvo una breve relación en secreto con Mary-Kate Olsen, a quien acompañó en un viaje a Italia mientras ella rodaba  When in Rome (que se publicó el mismo día que Does This Look Infected?). Tras la ruptura en otoño de 2002, Deryck se sumió en el alcoholismo y escribió "Count Your Last Blessings" para relatar su lucha contra dicha adicción. En 2003 empezó a salir con Paris Hilton, a la cual le comentó que quería vengarse de Olsen y él era incapaz, siendo ella quien le robó un novio a Mary-Kate Olsen en 2005. En enero de 2004, Deryck empezó a salir con Avril Lavigne. Durante la última parte del tour europeo de Lavigne para el Bonez Tour Shows, ella y Whibley hicieron un viaje a Venecia, donde se comprometieron. Se casaron en una ceremonia religiosa el 15 de julio de 2006 en un lugar privado en la ciudad costera de Montecito, California. Lavigne portó un vestido de Vera Wang, él vistió un traje de Hugo Boss y lo acompañaron cuatro de sus amigos y conocidos, Steve Jocz (su padrino y batería de Sum 41), Jason “Cone” McCaslin, el bajista de Sum 41; el hermano mayor de Avril, Matt Lavigne, y un amigo de la banda, Robb Dipple. La hermana menor de Lavigne, Michelle Lavigne, fue una de las damas de honor. Cerca de 110 invitados asistieron a la boda, y su primer baile como casados fue "Iris" de los Goo Goo Dolls. El 17 de septiembre de 2009, ambos artistas comunicaron oficialmente en sus respectivas páginas web el comienzo del proceso de divorcio, que acabó en 2011. A pesar de esto, Avril y Deryck siguen manteniendo una relación personal y profesional prolífica y han trabajado juntos para el disco de Lavigne (Goodbye Lullaby), que salió a la venta a principios de 2011 y fue grabado entre 2009 y 2010. Pero Whibley cayó en depresión y volvió a caer en el alcoholismo. Su adicción fue tan grande que acabó luciendo hinchado durante 2013. Su pareja, Ariana Cooper, intentó suicidarse en ese mismo año y eso hizo que Deryck recurriera aún más al alcohol hasta que en 2014, Whibley fue hospitalizado por alcoholismo. Los médicos le dijeron que si bebía un trago más, corría el riesgo de morir. Whibley lo anunció públicamente el 17 de mayo de ese año.
Deryck se recuperó satisfactoriamente, compuso 13 Voices relatando su lucha y el 30 de agosto del 2015, se casó con Ariana Cooper, con quien tuvo dos hijos nacidos en 2020 y 2023.

## Discografía

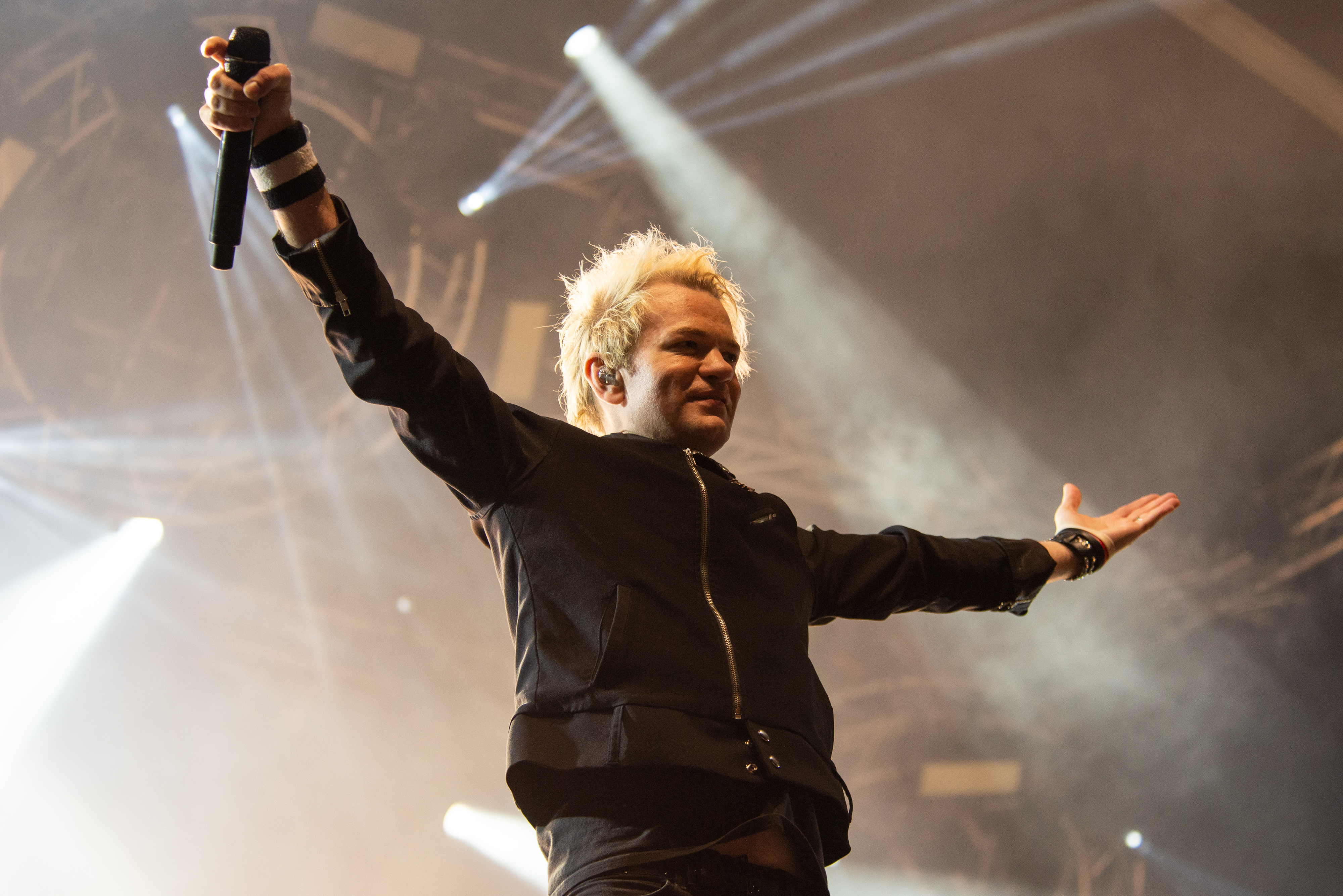
Deryck en 2019.

### Álbumes de estudio (con Sum 41)
- All Killer No Filler (2001)
- Does This Look Infected? (2002)
- Chuck (2004)
- Underclass Hero (2007)
- Screaming Bloody Murder (2011)
- 13 Voices (2016)
- Order In Decline (2019)
- Heaven :x: Hell (2024)

### Álbumes en directo (con Sum 41)
- Does This Look Infected Too? (2003)
- Go Chuck Yourself/Happy Live Surprise (2005-06)

### Álbumes recopilatorios (con Sum 41)
- 8 Years of Blood, Sake, and Tears: The Best of Sum 41 2000-2008 (2008)
- All The Good Shit (2009)

### Colaboraciones
- National Lampoon's Van Wilder (2002)
- FUBAR: The Album (2002)
- Spider-Man Soundtrack (2002)
- Treble Charger - Detox (2002)
- No Warning - Ill Blood (2002)
- Iggy Pop - Skull Ring (2003)
- No Warning - Suffer, Survive (2004)
- Fantastic 4: The Album (2004)
- Ludacris - The Red Light District (2004)
- Rock Against ETERTQWE Against Bush, Vol. 2 (2004)
- Iggy Pop - A Million in Prizes: The Anthology (2005)
- Killer Queen: A Tribute To Queen* (2005)
- Tommy Lee - Tommyland: The Ride (2005)
- Permanent Me - After The Room Clears (2007)
- The Operation MD- We Have An Emergency (2007)
- Avril Lavigne - The Best Damn Thing (2007)
- Elite Beat Agents - Nintendo DS Game (2007)
- Avril Lavigne - Goodbye Lullaby (2011) (Push, Everybody Hurts, Not Enough, Darlin, Remember When, y Black Star)
- While She Sleeps - Sleeps Society, No Defeat for the Brave (2021)
- Simple Plan - Harder Than It Looks, Ruin My Life (2022)

### Demos (con Sum 41)
- Rock Out with Your Cock Out (1998)

### EP
- Half Hour of Power (2000)
- Motivation (2002)

### Sencillos (con Sum 41)
- Underclass Hero (2007)

## Filmografía
| Año  | Película              | Personaje | Director           |
| ---- | --------------------- | --------- | ------------------ |
| 2005 | Dirty Love (película) | Tony      | John Mallory Asher |